# Jean-Louis Basdevant
Pour les articles homonymes, voir Basdevant.
Jean-Louis Basdevant, né le 18 septembre 1939 à Bucarest et mort le 6 avril 2025, à Paris, est un physicien et enseignant français, auteur de manuels de physique et de livres d'histoire des sciences.
Ancien élève de l'ENS, il a été de 1975 à 2005 professeur de physique à l'École polytechnique, où il a enseigné la physique quantique à des générations d'élèves, et par ailleurs présidé le département de physique. En recherche, ses travaux ont porté sur le problème à trois corps en mécanique quantique, les particules élémentaires, la théorie quantique des champs et l'astrophysique. 
Il est le petit-fils de Jules Basdevant, professeur de droit.

## Ouvrages
- Henri Becquerel à l'aube du XXe siècle : 1896-1996, centenaire de la découverte de la radioactivité, Éditions de l’École polytechnique, 1996.
- Physique quantique, avec Jean Dalibard, Ellipses Marketing, 1997.
- Problèmes de mécanique quantique, Ellipses Marketing, 1998.
- Mécanique quantique, avec Jean Dalibard, Éditions de l’École polytechnique, 2002.
- Énergie nucléaire, avec James Rich et Michel Spiro, Éditions de l’École polytechnique, 2002. (une version anglaise plus complète a été publiée chez Springer Verlag)
- Principes variationnels et dynamique, Vuibert, 2005.
- 12 leçons de mécanique quantique, Vuibert, 2005.
- Les Indispensables mathématiques et physiques pour tous, avec Alexandre Moatti, éditions Odile Jacob, 2006
- Dictionnaire de Physique et de Chimie, avec Xavier Bataille, Philippe Fleury, et Patrick Kohl, Fernand Nathan, 2007.
- Mes premiers pas en mécanique quantique, avec Christos Gougoussis et Nicolas Poilvert, Ellipses Marketing, 2007.
- Les mathématiques de la physique quantique, Vuibert, 2009.
- Maîtriser le nucléaire : Que sait-on et que peut-on faire après Fukushima ?, Eyrolles, 2011,  (ISBN 978-2-2121-3286-1)
- Maîtriser le nucléaire : Sortir du nucléaire après Fukushima, Paris, Eyrolles, 2012, 233 p. (ISBN 978-2-212-13436-0, lire en ligne)